# Rosshyttan
Rosshyttan is een plaats in de gemeente Sala in het landschap Västmanland en de provincie Västmanlands län in Zweden. De plaats heeft 56 inwoners (2005) en een oppervlakte van 21 hectare.